# Нищенствующий орден
Ни́щенствующий о́рден — монашеский орден, который целиком зависит от милостыни людей на средства к существованию состоящих в ордене. Такие ордены не имеют какой-либо собственности, — ни частной, ни общественной, и принимают обет бедности с целью посвятить всю свою энергию и время религиозной работе.

## Христианские нищенствующие ордены
Христианские нищенствующие ордены занимаются проповедью Евангелия и помощью беднякам. Оба главных ордена, основанных святым Домиником и святым Франциском, были созданы для борьбы с катарской ересью (в южной Франции и северной Италии, соответственно) предлагая служение Господу внутри общества. Они сумели получить значительную поддержку, как от обычных горожан, так и от аристократов. Целью их миссионерской деятельности быстро стали города, где приходы уже не справлялись с темпами роста населения. В большинстве средневековых городов в Западной Европе, независимо от размера, действовали представители одного или нескольких нищенствующих орденов.
В средние века первыми нищенствующими орденами братьев в Церкви были:
- Францисканцы (младшие братья, минориты; серые братья), основан в 1209
- Кармелиты (Отшельники Пресвятой Девы Марии Кармельской; белые братья), основан в 1206—1214
- Доминиканцы (Орден Проповедников; черные братья), основан в 1215
- Августинцы (Отшельники св. Августина), основан в 1256

Второй Лионский Собор (1274) признал эти ордены «великими» нищенствующими орденами и запретил многие из остальных. Тридентский Собор (1545—1563) освободил их от обета бедности, сняв ограничения на владение собственностью. После этого все члены орденов, кроме францисканцев и их ответвления — капуцинов, могли владеть собственностью коллективно как монахи.
Среди других орденов можно выделить:
- Орден Пресвятой Троицы (тринитарии), основан в 1193
- Орден Святой Девы Марии Милосердной, Мерседарии, основан в 1218
- Орден Служителей Марии (сервиты), основан в 1233
- Минимы (Отшельники Св. Франциска из Паолы), основан в 1435
- Капуцины (Орден младших братьев-капуцинов, ветвь францисканцев), основан в 1525